# Велике князівство Руське (1432—1435)
Вели́ке князі́вство Руське — державне утворення на території Литовсько-Руської держави (Велике князівство Литовське, Руське і Жемайтійське), що існувало з вересня 1432 р. до літа 1435 р. Виникло внаслідок громадянської війни у Великому князівстві Литовському 1432—1438 рр. Гербом була Колюмна Руська[джерело?], прапором — корогва Вітовта Великого[джерело?] у битві під Грюнвальдом 1410 року Великого князя Литовського і Руського (Київщина, Полоцьк, Брянщина, Чернігівщина, Волинь), на якому зображено герб династії Гедиміновичів, «колони Гедиміна», який досить схожий на тризуб київських князів. З 1398 року Литовське князівство стало називатися Велике князівство Литовське, Руське і Жемайтійське. А Вітовт Великий був проголошений Великим князем Литовським, Руським та Жемайтійським.

## Територія
До складу Великого князівства Руського крім Полоцька увійшли Вітебська, Смоленська, Київська, Сіверська землі, Волинь і Східне Поділля (Брацлавщина).
Українські, білоруські та частина литовських князів підтримала Великого князя Литовського Свидригайла у його боротьбі з поляками та їх ставлеником — князем Сигізмундом.
1431 року війська польського короля Ягайла завдали поразки Свидригайлу і останній змушений був укласти перемир'я, відповідно до якого Подільське князівство було розділене на дві частини, й західне Поділля відійшло до Польщі. Однак Свидригайло не відмовився від подальшої боротьби. У своїй політиці він спирався на українських та білоруських князів і бояр, невдоволених привілейованим становищем католиків.
У 1432 р. проти Свидригайла було влаштовано змову, в результаті якої Великим литовським князем став Сигізмунд I. Проте влада його поширювалась лише на власне литовські землі, Берестейщину та Підляшшя. Розпочалася Громадянська війна у ВКЛ (1432—1438).

## Причини виникнення
Протягом 4 років у межах Великого князівства Литовського фактично існувало дві держави — власне Литва і Велике князівство Руське. Перше очолював Сигізмунд Кейстутович, друге — Свидригайло Ольгердович, якого проголосили Великим князем Руським. Осідком Свидригайла дослідники називали Полоцьк або ж Київ.
Політична влада у державі переважно належала руським (українським та білоруським) православним магнатам та шляхті. 1430 року новим великим князем був обраний Свидригайло. Останній, попри те, що дотримувався католицтва, був противником унії з Польщею і підтримав вимоги православної знаті зрівняти їх у правах з католиками, оголосив князівство незалежним від польської корони. Свидригайло починає залучати православних до управління державою, роздавати землі і замки.
1430 року польські війська захопили Західне Поділля, а в 1431 році король Ягайло зайняв Володимир і осадив Луцьк. Але на цьому успіхи поляків закінчилися. Під Луцьком королівські війська зазнали невдачі. Крім цього Свидригайло завдав ряд чутливих ударів на поляків. В цей же час союзники великого князя, тевтонські лицарі здійснили вдале вторгнення до Польщі. В результаті Ягайло запросив миру, і на два роки було укладено перемир'я.
Бувши римо-католиками, литовська знать мала права рівні з поляками і не хотіла ділити свої привілеї з русинами. Незадоволена литовська католицька знать за підтримки поляків проголошує великим князем брата Вітовта Сигізмунда, оголосивши, що Свидригайло, якому було вже 62 років, помер. Дізнавшись про захоплення Вільна, Свидригайло, який тоді перебував в Ошмянах, вирушає до Полоцька, який у той час був оплотом православ'я.
Велике князівство Литовське і Руське розколюється на свої складові частини. Католицька етнічна Литва визнала владу Сигізмунда, а Русь підтримала Свидригайла. У Полоцьку збираються впливові руські князі та оголошується про створення Великого князівства Руського, на чолі якого затверджується Свидригайло. По суті йшлося про відновлення незалежності Полоцького князівства і його спробі об'єднати навколо себе всі білоруські та частину українських земель. Знову біля полочан з'являється надія на майбутнє.
Але польська і литовська шляхта не хотіли позбавлятися влади над Полоцької землею і рештою білоруськими територіями. У грудні 1432 польсько-литовські війська на чолі з Сигізмундом зайняли Ошмяни. У відповідь у 1433 дружини Великого князівства Руського спільно з союзниками, Лівонським лицарями на чолі з самим Свидригайлом завдали ряд поразок польсько-литовським військам і зайняли міста в східних володіннях Сигізмунда. Спочатку здавалося, що саме вони і отримають перемогу. Однак Ягайло і підтримуваний ними Сигізмунд добре розуміли, що православні підтримують Свидригайла через те, що не мають рівних прав з католиками. Тому в 1432 і 1434 роках Ягайло і Сигізмунд видали нові привілеї, практично зрівнюють православну і католицьку знать. На жаль, руські феодали, які більше думали про свої багатства, а не про свободу і незалежність, стали залишати табір Свидригайла.

## Битва під Вількомиром
Вирішальна битва відбулася 1 вересня 1435 поблизу замку Вількомир (нині Литва). Під керівництвом великого князя Свидригайла перебувало до 15 тисяч досить різнорідного війська: 6000 ратників великого князя, дружини руських удільних князів, близько 3 тисяч ливонских лицарів, 1,5 тисячі чеських таборитів і приблизно 500 ординських татар. Військо очолювало три полководця: сам Свидригайло Ольгердович, ливонський магістр Франк Керскорф і литовсько-руський князь Жігімонд Корибутович, до цього брав участь у Гуситських війнах. Польсько-литовські війська мали в своєму складі до 5 тисяч литовського війська під проводом ⁸сина Сигізмунда Михайла і приблизно 12 тисяч польського війська на чолі з досвідченим воєводою Якубом Кобилянським, який прийняв командування над усім польсько-литовським військом. Таким чином, сили сторін були приблизно рівними. Але в стані польсько-литовського війська були добре обізнані про дії Свидригайла і в той момент, коли він вирішив перебудувати війська, Кобилянський, ймовірно що довідався про наміри противника через своїх шпигунів і агентів, завдав удар. Війська Свидригайла були розколоті на дві частини і в завзятому бої зазнали важкої поразки..
У битві загинуло більше десяти руських князів, в тому числі мстиславський князь Ярослав Семенович, київський князь Михайло Семенович Болобан, князь Данило Семенович Гольшанський, князь з товариський землі Ярослав Олександрович і князь Михайло Вяземський. 42 князі потрапили в полон. У битві загинув лівонський магістр Франк Керскорф, а Жігімонд Корибутович був важко поранений і помер у полоні. Сам Великий князь Руський Свидригайло з малою дружиною зумів пробитися з оточення і піти у Полоцьк. Це була жорстока поразка, за своїми важкими наслідками така сама, що й у трагічній битві на Калці 1223, після якої послідувало навала Батия і розгром Східної та Південної Русі і встановлення на два з половиною століття ординського ярма. Після катастрофи під Вількомиром військово-дружинні сили Великого князівства Руського виявилися сильно підірваними. Фактично, Полоцьке князівство стало беззахисним перед польсько-литовським пануванням.
Рік по тому Полоцьк і Вітебськ змушені були підкоритися Литві. Не маючи сил для відкритої військової боротьби, руська знать стала шукати інші шляхи для відстоювання своїх інтересів. Сигізмунд обрушив на Полоччину та інші підвладні йому руські землі справжній антиправославний терор, піддаючи репресіям князівські і боярські родини. Тоді в 1440 році князі Іван та Олександр Чарторийські і воєвода Довгерд, ховаючись в возах з сіном, в супроводі півтора тисяч воїнів, проникли в резиденцію великого литовського князя в Тракаї і приховано захопили замок. Після цього князі Чарторийські хитрістю пробралися в спальню Сигізмунда, де і вбили останнього, помстившись таким чином і за репресії, і за поразку під Вількомиром. Після смерті Сигізмунда руські феодали хотіли повернути до влади Свидригайла, але великим князем литовським став молодший син Ягайла — 13-річний Казимир Ягеллон, тому що Свидригайлу було 70 років. Після смерті Свидригайла у 1452 році вплив поляків і литовців ще більше посилився.
На церемонії коронації в 1447 р. Казимир видав так званий «Віленський привілей», який розширював права і свободи шляхти, в тому числі і православної.
Фактично Велике князівство Руське перестало існувати після поразки західноруських військ Свидригайла у битві біля Вількомира 29-30.08.1435 р.
Хоча Свидригайлу і вдалося врятуватися та продовжити боротьбу, але вже 1438 р. Сигізмунд захопив усі землі Великого князівства Литовського. Щоб заспокоїти Свидригайла, йому у володіння віддали відновлене Волинське князівство, яке після його смерті 1452 р. було ліквідовано.
1440-70 рр. було відновлено князівську владу в Києві. Останньою спробою відновити незалежність Полоцького князівства і всієї Західної Русі було повстання Михайла Глинського 1508 р., яке охопило райони Мозиря, Турова, Києва та Житомира та переслідувало мету відновлення Великого князівства Руського з центром цього разу вже в Києві. Повстання зазнало невдачі. Глинські поїхали в Москву.
Наступну спробу відновлення князівства зробив Іван Виговський, який боровся за проєкт Велике князівство Руське (1658—1659), яке мало стати частиною Речі Посполитої Трьох Народів. Подібні плани були також в учасників Січневого повстання 1863 р., які розробили герб Речі Посполитої Трьох Народів.